# Artakserks III.
Artakserks III. (staroperzijsko Artaxšaçrā, grško starogrško Ἀρταξέρξης, Artaksérses)  je bil veliki kralj perzijskega Ahemenidskega cesarstva in prvi faraon Egipta iz 31. dinastije, ki je vladal od leta 358 pr. n. št. do 338 pr. n. št., * 425 pr. n. št., † 338 pr. n. št.
Na perzijskem prestolu je nasledil svojega očeta Artakserksa II., njega pa sin Artakserks IV., znan tudi kot Arz. Vladavina Artakserksa III. se časovno ujema z vladavino Filipa II. v Makedoniji in Nektaneba II. v Egiptu.
Pred prihodom na prestol je bil satrap in poveljnik očetove vojske. Na prestol je prišel potem, ko je bil eden od njegovih bratov ubit, drugi je naredil samomor, tretjega pa je ubil oče Artakserks II. Kmalu po prevzemu oblasti je moral braniti prestol pred rivali iz svoje družine, na kar ga je opozoril tudi oče. Artakserks III. je zato ukazal usmrtiti vse, ki bi lahko ogrozili njegov položaj. 
Proti Egiptu, ki je bil nekoč perzijska satrapija in se je medtem uprl in osamosvojil,  je organiziral dva velika vojna pohoda.  Prvi pohod ni bil uspešen in je imel za posledico upor v nekaterih zahodnih perzijskih satrapijah. Leta 343 je porazil egipčanskega faraona Nektaneba II., ga izgnal iz države in zadušil upor v Feniciji.
V zadnjih letih vladavine se je v Grčiji okrepil položaj Filipa II. Makedonskega, ki je poskušaj združiti Grke v skupen upor proti Perzijskemu cesarstvu. Artakserksu III. je uspelo preprečiti njegove poskuse in pomagati Perintu (Marmara Ereğli) upreti se makedonskem obleganju. V zadnjih letih vladavine je dograjeval Perzepolis, v njem zgradil novo palačo, svojo grobnico in nedokončan portal. Po pisanju zgodovinarja Diodorja Sicilskega je Artakserksa zastrupil general Bagoas, zapisi iz  Britanskega muzeja pa kažejo, da je umrl naravne smrti.

## Ime
Artakserks se je pred prihodom na prestol imenoval Oh ali Noh. Ime Artakserks v staroperzijskem jeziku pomeni »tisti, ki vlada skozi arto (resnico)« ali  »tisti, katerega država je popolna« ali »pravi kralj« (iz arta – resnica in  kserks – kralj). Herodot v svojih delih omenja, da ime Kserks pomeni bojevnik, se pravi da Artakserks pomeni veliki bojevnik. Sodobni zgodovinarji njegovo trditev zavračajo. Najbolj znan je kot Noh, v Iranu pa kot Ardašir III (perzijsko سوم اردشیر). V babilonskih zapisih se omenja kot Umasu ali Artakšacu. Podobna oblika imena, Uvasu, se pojavlja tudi v asirskih zapisih, znanih kot Kraljevski kanoni.

## Življenje

### Zgodnje življenje
Artakserks je bil pred prihodom na prestol satrap in general v vojski svojega očeta. Najstarejši brat Darej je v zaroti poskušal ubiti svojega očeta, vendar so ga odkrili in usmrtili. Po njegovi smrti je kandidat za perzijski prestol postal drugi najstarejši brat Arijasp. Ko sta ga Artakserks III. (tretji najstarejši brat)  in poveljnik kraljeve garde Tiribaz prepričala, da ga kralj Artakserks II. sumi za zaroto, je domnevno naredil samomor. Po njegovi smrti je postal kandidat četrti najstarejši brat Arz, ki je bil tudi ubit. Kralj Artakserks II., prizadet zaradi izgube svojih sinov, je v globoki starosti leta 358 pr. n. št. umrl. Nasledil ga je Artakserks III. Po nekaterih virih je takoj po prihodu na prestol ukazal usmrtiti vse, ki bi lahko ogrozili njegovo pravico do prestola. 
Leta 335 pr. n. št. je prisilil Atene na sklenitev mirovnega sporazuma, po katerem so morale zapustiti Malo Azijo in priznati neodvisnost njenih grških sosedov. Zatem se je odpravil na pohod proti nomadskim Kadusom, ki so se mu uprli, in uspel pomiriti oba kaduška kralja. Za diplomatski uspeh je bil najbolj zaslužen njegov nečak, ki je kasneje vladal kot Darej III.
Artakserks je zatem ukazal razpustiti vse satrapske vojske v Mali Aziji, ker je menil,  da ne morejo več zagotavljati miru na zahodu, in bil zaskrbljen, da bi se zahodni satrapi z njihovo pomočjo lahko uprli. Artabaz Lidijski se je ukazu uprl in zaprosil za pomoč Atene. Atenci so mu poslali pomoč v Sarde v zahodni Mali Aziji. Artabaza je podprl tudi Oront Mizijski in združena vojska je leta 354 pr. n. št. uspela premagati vojsko, ki jo je proti njim poslal Artakserks. Naslednje leto jih je Artakserksova vojska premagala in zavezništvo je razpadlo. Orontu je Artakserks prizanesel, Artabaz pa je pobegnil na varno na dvor Filipa II. Makedonskega.

### Prvi pohod na Egipt
Okoli leta 351 pr. n. št. se je Artakserks III. odpravil na pohod za ponovno osvojitev Egipta, ki se je med očetovo vladavino uprl. V tem času  je izbruhnil upor  v Mali Aziji, katerega so podprle Tebe in bi lahko resno ogrozil Perzijsko cesarstvo. Artakseksova ogromna vojska je vkorakala v Egipt in napadla Nektaneba II. Po letu dni bojev je Nektaneb s pomočjo  najemnikov pod poveljstvom grških generalov Diofanta in Lamija odločilno porazil Perzijce. Artakserks III. se je moral umakniti in odložiti svoje načrte za osvojitev Egipta.

### Upor Cipra in Sidona
Kmalu po porazu so Fenicija, Mala Azija in Ciper razglasili neodvisnost od Perzijcev. Artakserks je leta 343 pr. n. št  zadolžil karijskega princa Idrieja, da zaduši upor na Cipru. Princ je najel 8.000 grških najemnikov in štirideset trirem  pod poveljstvom Atenca Fokiona in Evagorja, sina ciprskega vladarja Evagorja starejšega. Idrieju je uspelo podjarmiti Ciper, Artakserks pa je sprožil protinapad proti Sidonu pod poveljstvom satrapa Sirije in Mizije in satrapa Kilikije. Poveljnika sta napadla Sidon in zadrževala Feničane. Oba satrapa je sidonski  kralj Ten s pomočjo 40.000 grških najemnikov pod poveljstvom Mentorja Rodoškega, ki mu jih je poslal Nektaneb, krepko porazil in perzijska vojska se je morala umakniti iz Fenicije.
Po njunem porazu je Artakserks osebno povedel vojsko 330.000 mož proti Sidonu. Vojska je imela 300.000 pešakov, 30.000 konjenikov, 300 trirem in 500 transportnih in oskrbovalnih ladij. Ko je bila vojska zbrana, je iskal zavezništvo Grkov. Atene in Šparta sta svojo pomoč zavrnili, od Teb pa je dobil tisoč težko oklepljenih hoplitov pod Lakratovim poveljstvom, tri tisoč Argejcev pod Nikostratovim poveljstvom in šest tisoč Eolcev, Joncev in Dorcev iz grških maloazijskih mest. Grška podpora je bila številčno majhna, saj ni štela več kot 10.000 mož, vendar je skupaj z grškimi najemniki iz Egipta tvorila silo, od katere bi lahko bil odvisen izid pohoda.
Približevanje Artakserksove vojske je omehčala Tenovo odločnost, zato se je poskušal odkupiti tako, da je perzijskemu kralju predal sto najpomembnejših meščanov Sidona. Artakserks je vseh sto prebodel s kopji. Ko ga je prišlo za milost prosit naslednjih petsto meščanov, jih je doletela enaka usoda. Sidon so Perzijci ali njegovi meščani do tal požgali. V požaru je umrlo 40.000 ljudi. Artakserks je ruševine mesta za velik denar prodal špekulantom, ki so upali, da bodo pod pepelom odkrili bogate zaklade. Tena so kasneje na Artakserksov ukaz usmrtili. Jude, ki so podpirali upornike, so izgnali v Hirkanijo  na južni obali Kaspijskega jezera.

### Drugi pohod na Egipt
Uničenju Sidona je kmalu sledil drugi pohod na Egipt. Artakserks je leta 343 pr. n. št. k svoji vojski 330.000 mož priključil še 14.000 Grkov iz grških maloazijskih mest. Vojsko je razdelil na tri dele in na čelo vsakega dela postavil Perzijce in Grke.   Grški poveljniki so bili Lakrat iz Teb, Mentor z Rodosa in Nikostrat iz Argosa. Perzijcem so poveljevali Rosak, Aristazan in Bagoas, poveljnik evnuhov. Nasproti napadalcem je stala vojska 100. 000 mož, med njimi 20.000 grških najemnikov.  Nektaneb je z velikim ladjevjem zasedel Nil in nekaj rokavov Nilove delte. Pokrajina je bila prepredena s številnimi kanali in polna močno utrjenih mest, zato je  Nektaneb lahko pričakoval dolg ali celo uspešen odpor. Primanjkovalo mu je sposobnih generalov, razpoložljivi poveljniki pa so bili preveč samozavestni. Pomanjkljivosti je poskušal premagati z generali grških najemnikov, vendar je bila  njegova vojska kljub temu poražena.
Po porazu je Nektaneb pobegnil v Memfis in obrambo mest prepustil njihovim vojaškim posadkam. Posadke, sestavljene delno iz Grkov delno iz  Egipčanov, so zaradi ljubosumja in sumničenj  Perzijci zlahka premagali. Perzijcem je na ta način uspelo hitro osvojiti veliko mest v Spodnjem Egiptu in napredovati proti Memfisu. Nektaneb se je zaradi tega odločil zapustiti državo in pobegniti ne jug v Etiopijo. Po njegovem begu se je Egipt vdal Artakserksu. Judje so bili iz Egipta izgnani v Babilon ali na južno obalo Kaspijskega jezera, kamor so bili pred njimi izgnani Judje iz Fenicije.
Artakserks je po zmagi ukazal porušiti mestna obzidja in začel vladavino terorja in ropanja svetišč. Plen je bil zelo bogat. V Egiptu je povečal že tako visoke davke in poskušal oslabiti Egipt do te mere, da se ne bi mogel nikoli več upreti Perziji. Naslednjih deset let so Perzijci preganjali vernike domačih verovanj in pokradli svete knjige. Artakserks je z bogastvom iz ponovno osvojenega Egipta poplačal svoje najemnike, za satrapa Egipta imenoval Ferendarja in se vrnil v svojo prestolnico.

### Pozna leta
Po uspehih v Egiptu in vrnitvi v domovino se je Artakserks naslednjih nekaj let ukvarjal z vstajami v različnih delih cesarstva, potem pa je bilo cesarstvo trdno v njegovih rokah. Egipt je ostal perzijski do osvojitve Aleksandra Velikega. 
Po osvojitvi Egipta ni bilo tam nobene vstaje ali upora proti Artakserksu. Mentor in Bagoas, generala, ki sta se najbolj izkazala na pohodu na Egipt, sta napredovala do najvišjih državnih položajev. Mentor, ki je postal guverner cele azijske morske obale, je pokoril številne poglavarje, ki so povzročali težave  perzijski oblasti. V naslednjih nekaj letih je popolnoma podjarmil celo azijsko sredozemsko obalo.
Bagoas se je z Artakserksom vrnil v perzijsko prestolnico, kjer je prevzel vodilno vlogo v  notranji upravi cesarstva in vzdrževal mir v ostalem delu cesarstva. Artakserks III. je zadnjih šest let vladal energično in uspešno.
Perzijske sile v Joniji in Likiji so ponovno prevzele oblast na Egejskem in Sredozemskem morju in zasedle večino nekdanjega atenskega otoškega imperija. Izokrat se je na to odzval z govori, v katerih je pozival na sveto vojno proti barbarom, vendar nobena grška mestna država ni bila dovolj močna, da bi njegove pozive uresničila.
Ker v samem Perzijskem cesarstvu ni bilo nobenega resnega upora, sta Artakserksovo pozornost pritegnila  naraščajoča moč in ozemlje Filipa II. Makedonskega, pred katerim je Atence svaril Demosten. Artakserks je ukazal, naj se ves perzijski vpliv uporabi za nadzor in omejevanje naraščajoče moči in vpliva makedonskega kraljestva. Leta 340 pr. n. št. se je perzijska vojska odpravila na pomoč tračanskemu princu Karsobleptu, da bi ohranil svojo neodvisnost.  V Perintu je bila njena pomoč dovolj velika, da se je morala Filipova vojska, ki je oblegala mesto, umakniti. Ob koncu Artakserksove vladavine je imel Filip II. že izdelan načrt za vdor v Perzijsko cesarstvo, ki bi kronal politično in vojaško njegovo kariero, vendar se mu Grki niso hoteli pridružiti.
Leta 338 pr. n. št. je Bagoas s pomočjo zdravnika Artakserksa zastrupil.
Zgodovina babilonskih in perzijskih kraljev, znana kot Dinastična prerokba, pravi, da je bil Artakserks ubit po velikem uporu in ne v palačni zaroti, vendar hkrati omogoča tolmačenje, da je Bagoas deloval kot Darejev agent.
Zapis na klinopisni tablica BM 71537 iz Britanskega muzeja kaže, da je Artakserks umrl naravne smrti.

## Zapuščina
Zgodovinsko gledano so bili kralji Ahemenidskega imperija ali privrženci zoroastrstva ali pod močnim vplivom zoroastrske ideologije. Med vladavino Artakserksa II. je bila opazna  oživitev kulture Anahite in Mitre Na zgradbah so se začeli pojavljati napisi, ki so se sklicevali nanju, ali celo njuni kipi. Slednje ni bilo v skladu z Zoroastrovim učenjem, da boga predstavljajo samo plameni svetega ognja.  Artakserks III. je zato zavrnil Anahito in častil samo Ahuramazdo in Mitro.
Nejasen klinopisni zapis na napisu Artakserksa III. pri Perzepolisu kaže, da je očeta in sina obravnaval kot eno osebo in predlagal, da se atributi Ahuramazde prenesejo na Mitro. Nenavadno je, da je Artakserks odredil postaviti kipe boginje Anahite v Babilonu,  Damasku in Sardah, pa tudi v Susi, Ekbatani in Perzepolisu.
Artakserksovo ime se pojavlja na srebrnikih, oblikovanih po atenskem vzoru, ki so jih kovali med njegovim pohodom na Egipt. Na reverzu kovancev je napis v hieroglifih, ki se glasi: »Artakserks faraon. Življenje, blaginja, bogastvo«.

### Gradnje
Nekaj najdb kaže, da je Artakserks načrtno obnavljal zgradbe v Perzepolisu, vendar nekaterih ni uspel dokončati.   Mednje sta spadali  Dvorana dvaintridesetih stebrov, katere namen je neznan, in palača Artakserksa III. Nedokončana Cesta armade in Nedokončana vrata, ki so povezovala Vrata vseh narodov in Dvorano stotih stebrov, sta dali arheologom vpogled v načrt Perzepolisa. Leta 341 pr. n. št. je po vrnitvi iz Egipta v Babilon očitno nadaljeval z gradnjo Apadane, ki je opisana v delih Diodorja Sicilskega, in razširil palačo Nebukadnezarja II..  Artakserksova grobnica v Perzepolisu je bila vsekana v steno tik ob grobnici njegovega očeta.

## Družina
Artakserks III. je bil sin Artakserksa II. in Statire. Oče je imel z neznanim številom žena več kot 115 sinov. Med brati Artakserksa III. so bili najbolj znani Rodogune, Apama, Sisigambis, Oča, Darej in Arijasp. Večino njih je kmalu po prevzemu oblasti enostavno pobil.
Poročen je bil s svojo nečakinjo, hčerko Oksatra, brata kasnejšega kralja Dareja III. Njuni otroci so bili Arz, kasnejši perzijski kralj, Bištan in Parisatis, žena Aleksandra Velikega. 